# Héraklès (bande dessinée)
 (mars 2018).
Si vous disposez d'ouvrages ou d'articles de référence ou si vous connaissez des sites web de qualité traitant du thème abordé ici, merci de compléter l'article en donnant les références utiles à sa vérifiabilité et en les liant à la section « Notes et références ».
Héraklès est une bande dessinée de l'auteur français Édouard Cour sur le thème de la mythologie grecque. Elle est publiée chez l'éditeur Akileos. 
Le tome 1 est sorti en 2012, le tome 2 en 2014 et le tome 3 en 2015. Une édition intégrale des trois tomes est publiée en 2016. Cette série est une relecture du mythe d'Héraclès. Elle reprend ses douze travaux un par un, ainsi que ses autres péripéties.

## Synopsis

### Tome 1
Ce tome se déroule durant les 8 premiers travaux d'Héraclès. Il commence in media res dans le premier travail, sur la piste du lion de Némée, bête féroce à la peau invulnérable, il doit ramener une preuve à son cousin Eurysthée, roi d'Argolide, qu'il a bien accompli son premier travail, à savoir terrasser le lion.Pour son deuxième travail, Héraclès doit tuer l'hydre de Lerne, sorte de dragon dont les têtes tranchées repoussent en double et dont une est immortelle.Avec l'aide du fils de son demi-frère Iphiclès, Iolas, il arrive à vaincre la créature.Le travail suivant consiste à capturer la biche de Cérynie.Elle est tellement rapide qu'Héraclès l'attrape après un an de chasse. Entre deux travaux, Héraclès se trouve chez les centaures, malheureusement cette visite se finit par le massacre de ces derniers. Après cette sombre péripétie, Héraclès est sur la piste du sanglier d'Erymanthe, créature géante qui ravage la région. Pour humilier Héraclès, Eurysthée lui ordonne de nettoyer les écuries du roi Augias en guise de cinquième travail. Héraclès doit alors détourner une rivière pour y parvenir. Vient ensuite le combat contre les oiseaux anthropophages du lac Stymphales qu'Héraclès tue avec son arc. Pour son septième travail, Héraclès doit dompter et rapporter à Eurysthée le taureau crétois, créature magnifique offert par Poséidon au roi Minos de Crète. Enfin, ce tome se finit sur le huitième travail, à savoir, la capture des juments mangeuses d'hommes du roi Diomède. Celui-ci est jeté en pâture par Héraclès en représailles à la mort de son écuyer Abdéros.

### Tome 2
Le deuxième tome comporte les 4 derniers travaux d'Héraclès ainsi que sa rencontre avec les Argonautes. Il commence un peu avant le neuvième travail. Héraclès doit récupérer la ceinture d'Hippolyte, reine des Amazones, ce qu'il réussit en massacrant les Amazones. Il doit ensuite ramener le troupeau du géant Géryon à Eurysthée. Pour son avant-dernière épreuve, Héraclès demande de l'aide au titan Atlas puisque seul lui peut atteindre le jardin des Hespérides où se trouvent les pommes d'or qu'Héraclès doit apporter à Eurysthée. Arrive enfin le dernier travail : Héraclès doit dompter Cerbère, gardien du monde des morts. Après un combat acharné, notre héros le présente au messager d'Eurysthée. Ce dernier doit donc reconnaître la divinité d'Héraclès. À la sortie du palais d'Eurysthée, il croise son ami Hylas qui l'emmène rencontrer Jason et les Argonautes. Jason lui propose même de venir avec eux dans leur quête de la toison d'or. Malheureusement, la disparition d'Hylas pousse Héraclès à refuser. A la fin du tome, Il participe à un tournoi de tir à l'arc, qu'il remporte. Mais le roi qui organisait ce tournoi refuse son prix au champion. Plus tard, Héraclès rencontre le fils du roi et discute longuement. Le tome se finit malheureusement par le meurtre du jeune homme par Héraclès.  

### Tome 3
Ce dernier tome est constitué des derniers épisodes de la vie d'Héraclès. Après avoir accompli ses douze travaux, Héraclès part voir l'oracle de Delphes pour savoir quand il sera récompensé. Ne pouvant avoir de réponses, il agresse l'oracle. Pour ce geste, il est condamné à être l'esclave de la reine Omphale pendant trois ans. Lorsque la reine le libère de sa sentence, il regroupe une armée regroupant son frère Iphiclès, ainsi que quelques-uns des amis comme Castor et Pollux. Leur objectif est de se venger et de tuer des souverains qu'ils considèrent comme indignes ou qui leur auraient fait du tort. Une fois cette mission accomplie, Héraclès rencontre Déjanire qui devient sa femme et avec qui il fonde une famille. Pour éviter à nouveau le massacre de sa famille, Héraclès fuit les crises de folies d'Héra avec sa femme et ses enfants. Tout ce petit monde est accueilli par le roi Ceyx, un ami d'Héraclès. À la suite d'un service rendu à ce roi, Héraclès rentre chez lui avec une autre femme. Cette situation provoque la jalousie de Déjanire qui, pour écarter cette potentielle rivale, offre au héros une tunique trempée dans du sang de centaure. Malheureusement, le sang est mélangé avec du poison.Ce dernier brûle atrocement Héraclès. Ce dernier ayant effectué toutes les tentatives pour abréger ses souffrances, il retourne voir l'oracle de Delphes pour obtenir d'elle une solution. Elle lui apprend que seul un bûcher peut le libérer. Accompagné de son ami Philoctète, Héraclès érige un bûcher en haut d'une montagne. Philoctète se charge de l'allumer. À sa mort, les dieux permettent à Héraclès de monter dans le ciel et de les rejoindre.

## Personnages
- Alcide (Héraclès) : fils de Zeus et de la mortelle Alcmène. Il doit réaliser 12 travaux surhumains pour prouver sa divinité
- Eurysthée : cousin d'Alcide, il est roi d'Argolide. Il est celui qui encadre les travaux de son cousin
- Iphiclès : fils d'Alcmène et d'Amphytrion, c'est le demi-frère d'Alcide
- Iolas : neveu d'Héraclès. Il aide son oncle à tuer l'hydre de Lerne
- Corpée : messager qui fait le lien entre Eurysthée et Héraclès
- Augias : roi d’Élide, Héraclès doit nettoyer ses écuries lors de son 5e travail
- Diomède : fils d'Arès, dieu de la guerre, il est roi des Bistones. Il est jeté en pâture à ses juments par Héraclès
- Admetos : roi de Phères, Alcide lui ramène sa femme du royaume d'Hadès
- Linos : professeur de musique d'Alcide, il est tué par ce dernier ; depuis, son fantôme le suit
- Chiron : centaure qui est le précepteur de nombreux héros grecs comme Héraclès ou Achille
- Pholos : centaure qui se lie d'amitié avec Héraclès et qui est tué pendant le massacre des centaures par ce dernier. Comme Linos, son fantôme sert de compagnon à Alcide
- Abdéros : écuyer d'Héraclès, il est mangé par les juments de Diomède
- Lycos : ami d'Héraclès, ce dernier le débarrasse des Brébyces qui le tourmentaient
- Hyppolyte : reine des Amazones, elle possède une ceinture qu'Alcide doit récupérer pour sa 9e épreuve
- Géryon : géant ayant un troupeau gardé par Eurytion. Héraclès doit récupérer son troupeau en guise de 10e travail ainsi que le battre
- Prométhée : titan ayant créé l'Humanité et ayant donné le feu aux Hommes, il est enchaîné aux monts Caucase par Zeus qui envoie chaque jour un aigle lui dévorer le foie en guise de punition. Il indique à Alcide où trouver Atlas en échange de son aide pour le libérer
- Atlas : titan, frère de Prométhée, il va chercher les pommes d'or du jardin des Hespérides pour Alcide en échange de son remplacement pour porter le ciel lors de son absence
- Charon : il guide les morts dans le monde souterrain, il mène aussi Héraclès jusque dans ces lieux
- Hadès : dieu du monde des morts (Tartare et Champs Élysées), il autorise Alcide à affronter et à rapporter Cerbère à Eurysthée
- Thésée : héros grec, il est fait prisonnier dans le royaume des morts jusqu'à ce qu'Héraclès vienne le délivrer
- Hylas : ancien compagnon d'Alcide, il est emporté par les nymphes et noyé
- Jason : chef des Argonautes, il propose à Héraclès de les rejoindre
- Castor et Pollux : jumeaux et anciens professeurs d'arts martiaux d'Alcide
- La Pythie : oracle de Delphes et protégée d'Apollon, c'est elle qui prédit à Alcide son destin
- Mégara : 1re femme d'Héraclès, elle est tuée par ce dernier ainsi que leurs enfants au cours d'une crise de folie d'Héraclès provoquée par Héra
- Omphale : reine de Lydie, elle devient la propriétaire d'Héraclès lorsqu'il est condamné à être esclave pendant 3 ans. Ils ont une relation affective et des enfants
- Déjanire : dernière femme d'Héraclès, elle lui offre une tunique empoisonnée qui le brûle atrocement
- Ceyx : ami d'Héraclès qui accorde le gîte à ce dernier, Déjanire et leurs enfants
- Philoctète : ami d'Alcide, c'est lui qui allume le bûcher qui libère ce dernier de ses souffrances